# Maria Ludovica của Áo
Maria Ludovica của Áo (12 tháng 12, năm 1791 - 17 tháng 12, năm 1847), sinh ra là một Nữ Đại vương công Áo, năm 1810 bà trở thành vợ của Hoàng đế Napoleon I của Pháp sau khi ông li dị với người vợ đầu là Joséphine vì bà không thể sinh ra người thừa kế. Năm 1814, sau khi Napoleon thoái vị, bà đã trở thành Nữ công tước cai trị Công quốc Parma cho đến khi qua đời vào năm 1847.
Bà là con cả của Hoàng đế Franz II của Thánh chế La Mã (sau trở thành Hoàng đế Franz I của Áo) và người vợ thứ hai của ông là Maria Teresa của Napoli và Sicilia, Marie Louise lớn lên trong thời kỳ đánh dấu bằng cuộc xung đột liên tục và không ngừng giữa Áo và nước Pháp cách mạng. Một loạt các thất bại quân sự dưới tay Napoleon Bonaparte đã gây ra tổn thất nặng nề về người cho Áo và khiến Franz phải giải thể Đế chế La Mã Thần thánh. Sự kết thúc của Chiến tranh Liên minh thứ Năm dẫn đến cuộc hôn nhân của Napoleon và Marie Louise vào năm 1810, mở ra một thời kỳ hòa bình và hữu nghị ngắn ngủi giữa Áo và Đế quốc Pháp, khá giống với các liên minh trước đó giữa Hoàng gia Áo và Pháp. Marie Louise đồng ý kết hôn mặc dù được nuôi dạy để khinh thường nước Pháp. Bà sinh cho Napoleon một người con trai, được phong là Vua của Rome khi mới sinh, người đã kế vị ông trong một thời gian ngắn với tư cách là Napoléon II. Con trai của Marie Louise sau đó được phong là Công tước xứ Reichstadt.
Vận mệnh của Napoleon đã thay đổi đáng kể vào năm 1812 sau cuộc xâm lược Nga thất bại của ông. Các cường quốc châu Âu, bao gồm cả Áo, đã tiếp tục thù địch với Pháp trong Chiến tranh Liên minh thứ Sáu, kết thúc bằng việc Napoleon thoái vị và bị lưu đày đến Elba. Hiệp ước Fontainebleau năm 1814 đã trao các Công quốc Parma, Piacenza và Guastalla cho Marie Louise, người đã cai trị các công quốc cho đến khi bà qua đời.
Marie Louise kết hôn thêm 2 lần nữa sau khi Napoleon qua đời vào năm 1821, và cả 2 lần đều là quý tiện kết hôn. Người chồng thứ hai của bà là Bá tước Adam Albert von Neipperg (kết hôn năm 1821), một viên quản lý hoàng gia mà bà gặp vào năm 1814. Bà và Neipperg có ba người con: Albertine, Wilhelm Albrecht và Mathilde. Neipperg mất năm 1829. Marie Louise kết hôn với Bá tước Charles-René de Bombelles, người quản gia của bà, vào năm 1834. Bà mất tại Parma vào năm 1847.

## Cuộc sống đầu đời
Nữ Đại công tước Marie Louise của Áo (người được đặt tên rửa tội bằng tiếng La Tinh là Maria Ludovica Leopoldina Francisca Theresa Josepha Lucia) sinh ra tại Cung điện Hofburg ở Viên vào ngày 12 tháng 12 năm 1791, con của Đại công tước Franz của Áo và người vợ thứ hai của ông là Maria Teresa của Napoli và Sicilia. Bà được đặt theo tên của bà nội mình là Marie Louise, Hoàng hậu của Thánh chế La Mã. Cha bà trở thành Hoàng đế La Mã Thần thánh một năm sau đó với tước hiệu là Franz II. Marie Louise là cháu cố của Hoàng hậu Maria Theresa thông qua cả cha và mẹ bà, vì họ là anh em họ đời đầu. Bà cũng là cháu gái của Vương hậu Maria Carolina của Napoli, người chị yêu thích nhất của Vương hậu Pháp Marie Antoinette. Bà được gia đình gọi là Luisel.
Những năm đầu đời của Marie Louise diễn ra trong giai đoạn xung đột giữa Pháp và Áo. Bà được nuôi dạy để căm ghét nước Pháp và những ý tưởng Cách mạng của Pháp. Quá trình nuôi dạy của bà được giám sát bởi nữ gia sư hoàng gia người Pháp là Victoire de Folliot de Crenneville. Marie Louise chịu ảnh hưởng từ bà ngoại là Maria Carolina, người khinh thường Cách mạng Pháp, cuộc cách mạng cuối cùng đã gây ra cái chết của chị gái bà là Vương hậu Marie Antoinette. Vương quốc Napoli của Maria Carolina cũng đã xung đột trực tiếp với lực lượng Pháp do Napoleon Bonaparte chỉ huy. Chiến tranh Liên minh thứ Ba đã đưa nước Áo đến bờ vực sụp đổ, điều này làm tăng thêm sự phẫn nộ của Marie Louise đối với Napoleon. Gia đình Hoàng gia buộc phải chạy trốn khỏi Viên vào năm 1805. Marie Louise đã tị nạn ở Hungary và sau đó là Galicia trước khi trở về Viên vào năm 1806. Cha bà đã từ bỏ danh hiệu Hoàng đế La Mã Thần thánh nhưng vẫn là Hoàng đế của Áo.
Để giúp bà dễ kết hôn hơn với các gia đình hoàng gia châu Âu, cha mẹ bà đã cho bà học thêm nhiều ngôn ngữ. Ngoài tiếng Đức bản địa, bà còn thông thạo tiếng Anh, tiếng Pháp, tiếng Ý, tiếng La Tinh và tiếng Tây Ban Nha. Để giữ gìn sự trong trắng của mình, cha mẹ bà cho phép bà tiếp xúc rất ít hoặc không tiếp xúc với đàn ông, và thậm chí tất cả các loài vật nuôi của bà, bao gồm cả một con thỏ cưng, đều phải là con cái.
Năm 1807, khi Marie Louise 15 tuổi, mẹ bà qua đời sau khi bị sảy thai. Chưa đầy một năm sau, Hoàng đế Franz kết hôn với người em họ đời đầu của mình là Maria Ludovika Beatrix của Áo-Este, người hơn Marie Louise 4 tuổi. Tuy nhiên, Maria Ludovika Beatrix đã đảm nhận vai trò của một người mẹ đối với con gái riêng của mình. Bà cũng căm ghét người Pháp, những người đã tước đoạt Công quốc Modena của cha bà.
Một cuộc chiến tranh khác nổ ra giữa Pháp và Áo vào năm 1809, dẫn đến thất bại một lần nữa cho người Áo. Gia đình Hoàng gia phải chạy trốn khỏi Viên một lần nữa trước khi thành phố đầu hàng vào ngày 12 tháng 5. Cuộc hành trình của họ bị cản trở bởi thời tiết xấu, và họ đến Buda "ướt sũng, và gần như kiệt sức vì mệt mỏi".

## Lời cầu hôn
Sau khi thoát khỏi một vụ ám sát ở Viên, trong khi đàm phán Hiệp ước Schönbrunn vào ngày 12 tháng 10 năm 1809, Hoàng đế Napoleon quyết định rằng ông cần một người thừa kế để củng cố Đế chế tương đối non trẻ của mình. Ông cũng tìm kiếm sự xác nhận và hợp pháp hóa Đế chế của mình bằng cách kết hôn với một thành viên của một trong những gia đình hoàng gia hàng đầu châu Âu. Ông bắt đầu thủ tục ly hôn Joséphine de Beauharnais, và theo nguyện vọng của gia đình, ông bắt đầu tìm kiếm một hoàng hậu mới. Mong muốn kết hôn với Nữ đại công tước Anna Pavlovna của Nga, em gái út của Sa hoàng Aleksandr I của Nga, đã gây ra sự lo ngại ở Áo, nơi họ sợ bị kẹp giữa hai cường quốc liên minh với nhau. Theo lời thuyết phục của Hoàng thân Metternich, một cuộc hôn nhân giữa Napoleon và Marie Louise đã được Hoàng đế Franz gợi ý với Bá tước Narbonne nhưng không có lời đề nghị chính thức nào được đưa ra từ phía người Áo. Mặc dù các viên chức ở Paris và Áo đã bắt đầu chấp nhận khả năng kết hợp, Marie Louise vẫn không được thông báo về những diễn biến.
Thất vọng vì người Nga trì hoãn các cuộc đàm phán hôn nhân, Napoleon đã hủy bỏ đề xuất của mình vào cuối tháng 1 năm 1810 và bắt đầu đàm phán để kết hôn với Marie Louise với đại sứ Áo, Thân vương xứ Schwarzenberg. Schwarzenberg đã ký hợp đồng hôn nhân vào ngày 7 tháng 2. Marie Louise đã được Metternich thông báo về cuộc hôn nhân. Khi được hỏi ý kiến, bà trả lời: "Tôi chỉ ước những gì bổn phận của tôi ra lệnh cho tôi ước".
Tuy nhiên, trước đó trong cuộc đời, một Marie Louise trẻ tuổi đã gọi Napoleon là "Krampus" và thậm chí là "Kẻ chống Chúa" trong những lá thư gửi cho gia sư của mình, và khi Marie Louise nghe tin Napoleon đang tìm kiếm một người vợ, bà đã viết: "Tôi thương cho công chúa tội nghiệp nào mà ông ấy sẽ chọn..." Vào thời điểm Napoleon cầu hôn, bà thực sự hy vọng sẽ kết hôn với Francesco IV, Công tước xứ Modena, anh trai của mẹ kế bà.

## Hôn nhân

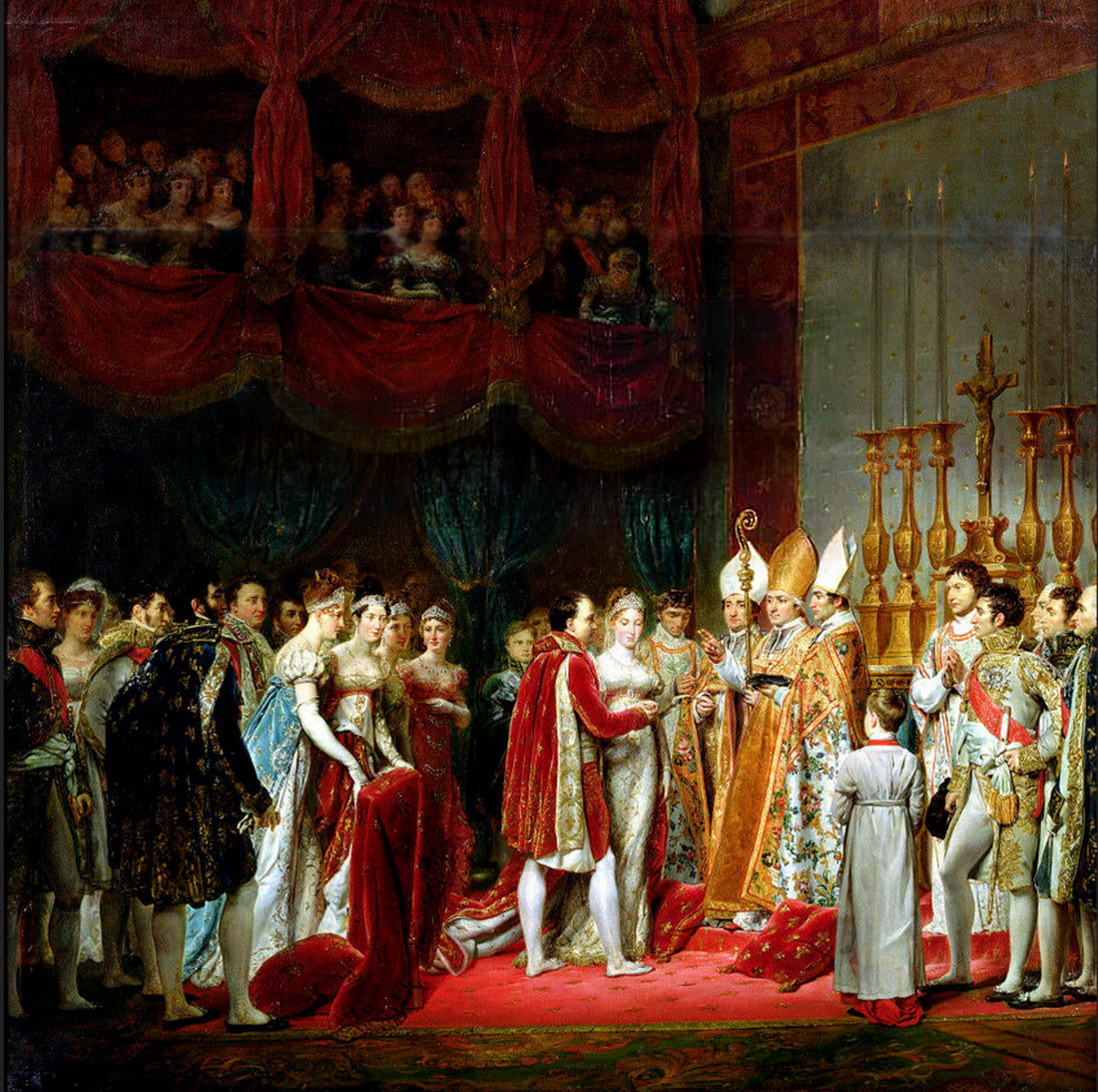
Đám cưới của Napoleon và Marie Louise của Georges Rouget, 1810

Marie Louise đã kết hôn với Hoàng đế Napoleon thông qua người đại diện vào ngày 11 tháng 3 năm 1810 tại Nhà thờ Augustinian, Viên. Napoleon được đại diện bởi Karl của Áo, Công tước xứ Teschen, chú của cô dâu. Theo đại sứ Pháp, cuộc hôn nhân "được tổ chức với sự lộng lẫy khó có thể vượt qua, ngay cả những lễ hội rực rỡ trước đó cũng không thể so sánh được". Bà trở thành Hoàng hậu của Pháp và Vương hậu của Ý.
Marie Louise rời Viên vào ngày 13 tháng 3, có lẽ bà nghĩ rằng sẽ không bao giờ quay trở lại Áo một lần nào nữa. Khi đến Pháp, bà được giao cho chị gái của Napoleon trông coi, người đã thực hiện một nghi lễ tượng trưng truyền thống. Theo truyền thống, một cô dâu hoàng gia đến Pháp không được giữ bất cứ thứ gì của quê hương mình, đặc biệt là quần áo. Theo đó, Marie Louise đã bị lột váy, áo nịt ngực, tất và áo sơ mi, khiến bà hoàn toàn khỏa thân. Sau đó, chị gái của Napoleon bắt Marie khỏa thân đi tắm. Sau đó, bà được mặc lại trang phục cô dâu của Pháp. Marie Antoinette đã trải qua một nghi lễ tương tự khi bà đến Pháp vào năm 1770. Bà gặp Napoleon lần đầu tiên vào ngày 27 tháng 3 tại Compiègne, bà nhận xét về Napoleon: "Ông đẹp trai hơn nhiều so với bức chân dung của ông".

Bản vẽ cho đền Hymen, màn bắn pháo hoa cuối cùng tại Lễ kỷ niệm hôn nhân của Napoleon và Marie Louise tại Dinh thự của Công chúa Pauline Borghèse, Palais De Neuilly

Đám cưới dân sự được tổ chức tại Nhà thờ Saint James vào ngày 1 tháng 4 năm 1810. Ngày hôm sau, Napoleon và Marie Louise lên đường đến Paris bằng xe ngựa. Đội kỵ binh Cận vệ Hoàng gia dẫn đầu đoàn rước, theo sau là đội truyền lệnh và sau đó là xe ngựa. Các Thống chế của Pháp cưỡi ngựa ở mỗi bên, gần cửa xe ngựa. Đoàn rước đến Cung điện Tuileries, và cặp đôi Hoàng gia đi đến nhà nguyện Salon Carré (trong Bảo tàng Louvre) để cử hành lễ cưới tôn giáo. Buổi lễ được chủ trì bởi Hồng y Joseph Fesch, Đại phát chẩn của Pháp và là cậu của Napoleon. Một bản nhạc mừng cưới được sáng tác cho sự kiện này bởi Ferdinando Paer, và một bản cantata của Johann Nepomuk Hummel.
Các lễ kỷ niệm công phu tiếp tục được tổ chức vào tháng 5 và tháng 6 năm 1810. Các lễ kỷ niệm này bao gồm một vũ hội, mặt nạ, một trận hải chiến trên sông Seine và một màn trình diễn pháo hoa do Claude Ruggieri tạo ra cho 4.000 người.
Với cuộc hôn nhân này, Napoleon trở thành cháu rể của Louis XVI của Pháp và Marie-Antoinette.

## Cuộc sống của hoàng hậu
Marie Louise rất phấn khích khi trở thành vợ của Napoleon và nhanh chóng ổn định tại triều đình Pháp. Bà đã phát triển một tình bạn thân thiết với Première dame d'honneur của mình, Công tước phu nhân xứ Montebello, trong khi hầu hết các công việc hàng ngày đều do Dame d'atour Jeanne Charlotte du Luçay của bà xử lý. Ban đầu, Napoleon nhận xét rằng ông đã "két hôn với một cái bụng", ám chỉ việc kết hôn chỉ vì mục đích sinh con, thay vì tình yêu , nhưng mối quan hệ của họ sớm phát triển. Ông "không tiếc công sức" để làm hài lòng bà và tuyên bố ông thích Marie Louise hơn người vợ đầu tiên của mình là Joséphine; trong khi ông yêu Joséphine, và mặc dù ông tuyên bố Joséphine vẫn là người bạn tuyệt vời nhất của ông ngay cả sau khi họ ly hôn trong hòa bình, và rằng ông vẫn sẽ chọn bà, trong khi với Marie Louise, thì "Không bao giờ nói dối, không bao giờ nợ nần" — có lẽ là ám chỉ đến những mối quan hệ ngoài luồng được đồn đại của Joséphine và danh tiếng là một kẻ phung phí. Marie Louise viết thư cho cha mình: "Con đảm bảo với cha, cha yêu quý, rằng mọi người đã đối xử rất bất công với Hoàng đế. Người ta càng hiểu rõ về ông ấy thì càng trân trọng và yêu mến ông ấy". Tuy nhiên, cuộc hôn nhân không phải là không có căng thẳng; Napoleon đôi khi nhận xét với các phụ tá rằng Marie Louise quá nhút nhát và rụt rè, so với Josephine cởi mở và nồng nhiệt, người mà ông vẫn giữ liên lạc chặt chẽ, khiến Marie Louise buồn bã.
Sự phấn khích xung quanh đám cưới đã mở ra một thời kỳ hòa bình và hữu nghị giữa Pháp và Áo, hai quốc gia đã phần lớn ở trong tình trạng chiến tranh trong hai thập kỷ trước đó. Người dân Viên, những người đã ghét Napoleon vài tháng trước, đột nhiên hết lời ca ngợi Hoàng đế Pháp. Những bức thư tâng bốc đã được gửi đi giữa Napoleon và Hoàng đế Franz, Hoàng hậu Maria Ludovika Beatrix và Đại công tước Karl trong suốt lễ cưới.
Trong những dịp công khai, Marie Louise ít nói do tính dè dặt và rụt rè, mà một số người quan sát đã nhầm là kiêu ngạo. Bà được coi là một người phụ nữ trầm tính và không bao giờ can thiệp vào chính trị. Về mặt riêng tư, bà lịch sự và nhẹ nhàng.
Napoleon đã sắp xếp cho Marie Louise tham gia một số nhiệm vụ từ thiện được lựa chọn cẩn thận, đáng chú ý nhất là Société de Charité Maternelle, nơi ông đã phong bà làm Chủ tịch danh dự.

### Sự ra đời của đứa con đầu lòng

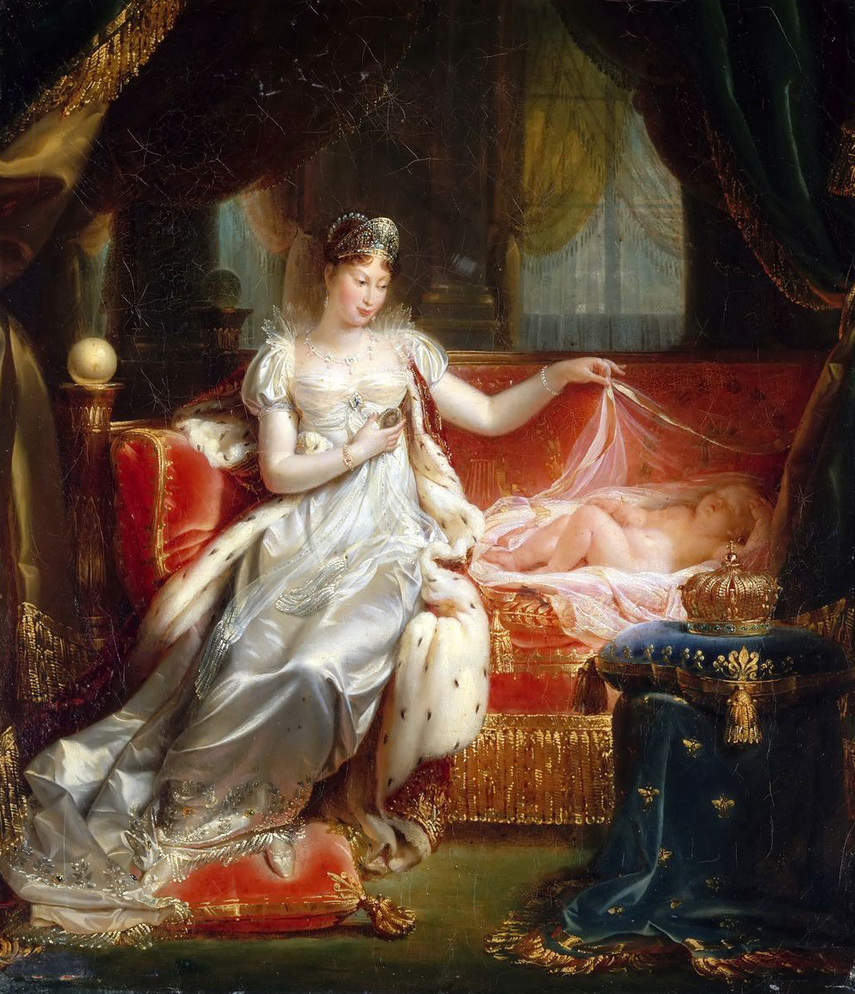
Marie Louise cùng con trai, Vua của Rome

Marie Louise mang thai vào tháng 7 năm 1810 và sinh một bé trai vào ngày 20 tháng 3 năm 1811. Cậu bé, Napoléon François Joseph Charles Bonaparte, được phong tước hiệu Vua của Rome, theo thông lệ mà người thừa kế rõ ràng của Đế chế La Mã Thần thánh được gọi là Vua của người La Mã. Napoleon rất vui mừng khi vợ mình sống sót sau thử thách và nói: "Tôi thà không bao giờ có thêm con nữa còn hơn thấy cô ấy phải chịu đựng quá nhiều như vậy nữa".
Marie Louise rất tận tụy với con trai mình; bà ra lệnh cho bảo mẫu đưa cậu bé đến gặp mình mỗi sáng và đến thăm cậu bé tại căn hộ của mình trong ngày.

### Xâm lượt Nga
Vào tháng 5 năm 1812, một tháng trước khi Pháp xâm lược Nga, Marie Louise đã cùng Napoleon đến Dresden, nơi bà gặp cha và mẹ kế của mình. Hoàng đế Franz I nói với Napoleon rằng ông có thể tin tưởng vào Áo cho "chiến thắng của mục tiêu chung", ám chỉ đến cuộc chiến sắp tới. Một cuộc ganh đua nhỏ bắt đầu nảy sinh giữa Marie Louise và mẹ kế, người cảm thấy ghen tị vì bị con gái của chồng vượt trội về ngoại hình. Cũng chính tại Dresden, bà lần đầu tiên gặp Bá tước Adam Albert von Neipperg. Napoleon rời Dresden vào ngày 29 tháng 5 để chỉ huy quân đội của mình.
Marie Louise sau đó đã đi đến Prague, nơi bà ở lại vài tuần cùng gia đình Hoàng gia Áo, trước khi trở về Saint Cloud vào ngày 18 tháng 7. Bà vẫn giữ liên lạc với Napoleon suốt cuộc chiến. Cuộc xâm lược Nga kết thúc thảm khốc đối với Pháp. Hơn một nửa Quân đội Grande Armée đã bị tiêu diệt bởi mùa đông khắc nghiệt ở Nga và các cuộc tấn công du kích. Sau cuộc đảo chính Malet thất bại vào tháng 10 năm 1812, Napoleon vội vã trở về Pháp và đoàn tụ với vợ vào đêm 18 tháng 12.

### Sự sụp đổ của Đế chế

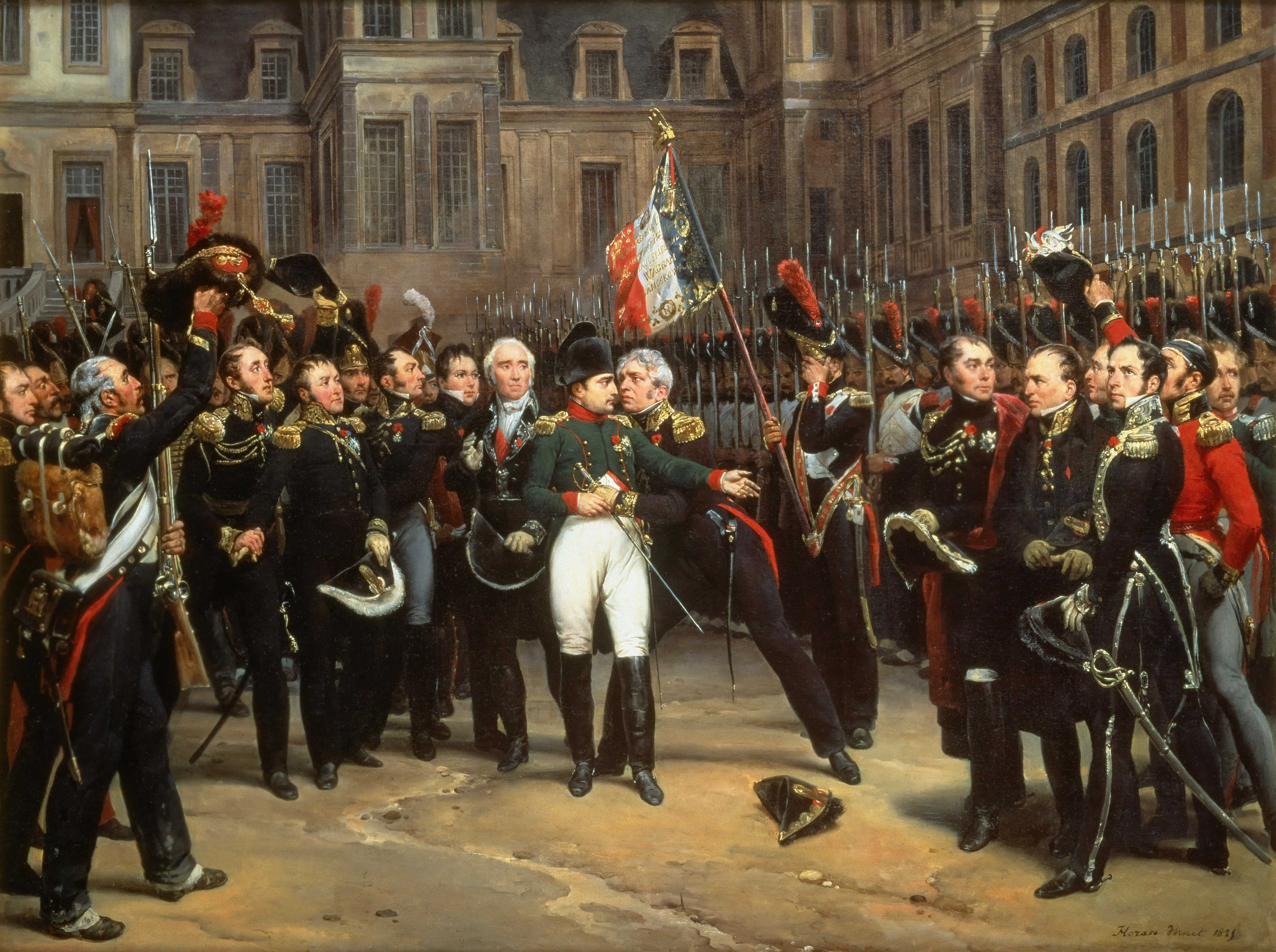
Napoleon chào tạm biệt đội cận vệ của Horace Vernet. Vào tháng 4 năm 1814, Napoleon đã cố gắng thoái vị để nhường ngôi cho con trai mình với Marie Louise làm nhiếp chính

Vị thế suy yếu của Pháp đã kích hoạt Liên minh thứ Sáu. Vương quốc Phổ đã liên minh với Đế quốc Nga và tuyên chiến với Pháp (Vương quốc Anh đã ở trong tình trạng chiến tranh với Pháp), nhưng Đế chế Áo đã giữ trung lập vì quan hệ giữa các gia đình hoàng gia. Vào ngày 30 tháng 3, Marie Louise được bổ nhiệm làm Nữ nhiếp chính khi Napoleon lên đường chiến đấu tại Đức. Chế độ nhiếp chính chỉ có tính pháp lý (de jure), vì tất cả các quyết định vẫn được Napoleon đưa ra và thực hiện bởi các quan chức cấp cao nhất của ông, bao gồm Charles-François Lebrun, Joseph Bonaparte, Talleyrand-Périgord và Anne Jean Marie René Savary. Marie Louise đã cố gắng nhưng không thành công trong việc thuyết phục cha mình liên minh với Pháp. Áo cũng gia nhập phe đối lập với Pháp. Bà duy trì liên lạc với Napoleon, thông báo cho ông về những yêu cầu ngày càng tăng về hòa bình tại Paris và các tỉnh. Napoleon đã bị đánh bại quyết định tại Leipzig vào ngày 19 tháng 10 và trở lại Saint Cloud vào ngày 9 tháng 11.
Vào ngày 23 tháng 1 năm 1814, Marie Louise được bổ nhiệm làm Nữ nhiếp chính lần thứ hai. Vào ngày 25 tháng 1, vào lúc 03:00 sáng, Napoleon đã ôm Marie Louise và con trai của họ lần cuối cùng. Ông rời đi để chỉ huy một đội quân được thành lập vội vã nhằm ngăn chặn cuộc xâm lược của các Liên minh từ phía Bắc.
Khi các lực lượng Liên minh tiến gần Paris, Marie Louise không muốn rời đi. Bà cảm thấy rằng, là con gái của Hoàng đế Áo, một trong những quốc gia đồng minh, bà sẽ được các lực lượng Liên minh tôn trọng, và có khả năng con trai bà sẽ kế vị ngai vàng nếu Napoleon bị phế truất. Bà cũng lo sợ rằng sự ra đi của mình sẽ củng cố các ủng hộ dành cho Vương tộc Bourbon. Cuối cùng, Marie Louise đã bị thuyết phục rời đi bởi Henri Jacques Guillaume Clarke, người nhận được chỉ thị từ Napoleon: "Tôi thà biết rằng họ [Hoàng hậu và Vua của Roma] đều nằm dưới đáy sông Seine hơn là ở trong tay kẻ ngoại bang". Vào ngày 29 tháng 3, triều đình rời Paris. Các lực lượng Liên minh tiến vào thành phố vào ngày hôm sau.
Marie Louise và triều đình chuyển đến Blois, nơi an toàn khỏi các lực lượng Liên minh. Bà không nghĩ rằng cha mình sẽ phế truất Napoleon và tước bỏ vương miện của con trai bà ở Pháp. Vào ngày 3 tháng 4, Thượng viện, dưới sự thúc giục của Talleyrand, đã công bố việc phế truất Hoàng đế. Marie Louise không hay biết về việc này cho đến ngày 7 tháng 4 và rất ngạc nhiên khi phát hiện ra sự thay đổi trong tình hình. Bà muốn trở lại Paris, nhưng đã bị bác bỏ ý định đó bởi bác sĩ Jean-Nicolas Corvisart và Công tước phu nhân xứ Montebello.

### Cuộc lưu đày của Napoleon
Napoleon thoái vị vào ngày 11 tháng 4 năm 1814 tại Fontainebleau. Hiệp ước Fontainebleau đã lưu đày ông đến Elba, cho phép Marie Louise giữ lại tước vị và danh hiệu hoàng gia của mình và phong cho bà làm người cai trị các Công quốc Parma, Piacenza và Guastalla, với con trai bà là người thừa kế. Thỏa thuận này sau đó đã được sửa đổi tại Đại hội Viên.
Marie Louise đã bị các cố vấn của bà ngăn cản mạnh mẽ không được đoàn tụ với chồng, những người đã cung cấp cho bà các thông tin rằng Napoleon đang đau buồn vì cái chết của Joséphine. On 16 April, her father arrived at Blois to meet her. Vào ngày 16 tháng 4, cha bà đã đến Blois để gặp bà. Theo lời khuyên của Hoàng đế Franz, Marie Louise rời Rambouillet cùng con trai đến Viên vào ngày 23 tháng 4. Tại Viên, bà ở lại Schönbrunn, nơi bà thường xuyên được các em gái đến thăm, nhưng hiếm khi có cha và mẹ kế của bà đến thăm. Bà gặp bà ngoại của mình là Maria Carolina, người không chấp nhận việc bà bỏ rơi chồng. Đau khổ vì bị coi là một người vợ vô tâm và người mẹ thờ ơ, bà đã viết vào ngày 9 tháng 8 năm 1814: "Tôi đang ở trong một tình thế rất bất hạnh và nguy kịch; tôi phải rất thận trọng trong hành vi của mình. Có những lúc suy nghĩ đó làm tôi mất tập trung đến mức tôi nghĩ rằng điều tốt nhất tôi có thể làm là chết."

## Đại hội Viên và mối quan hệ với Neipperg

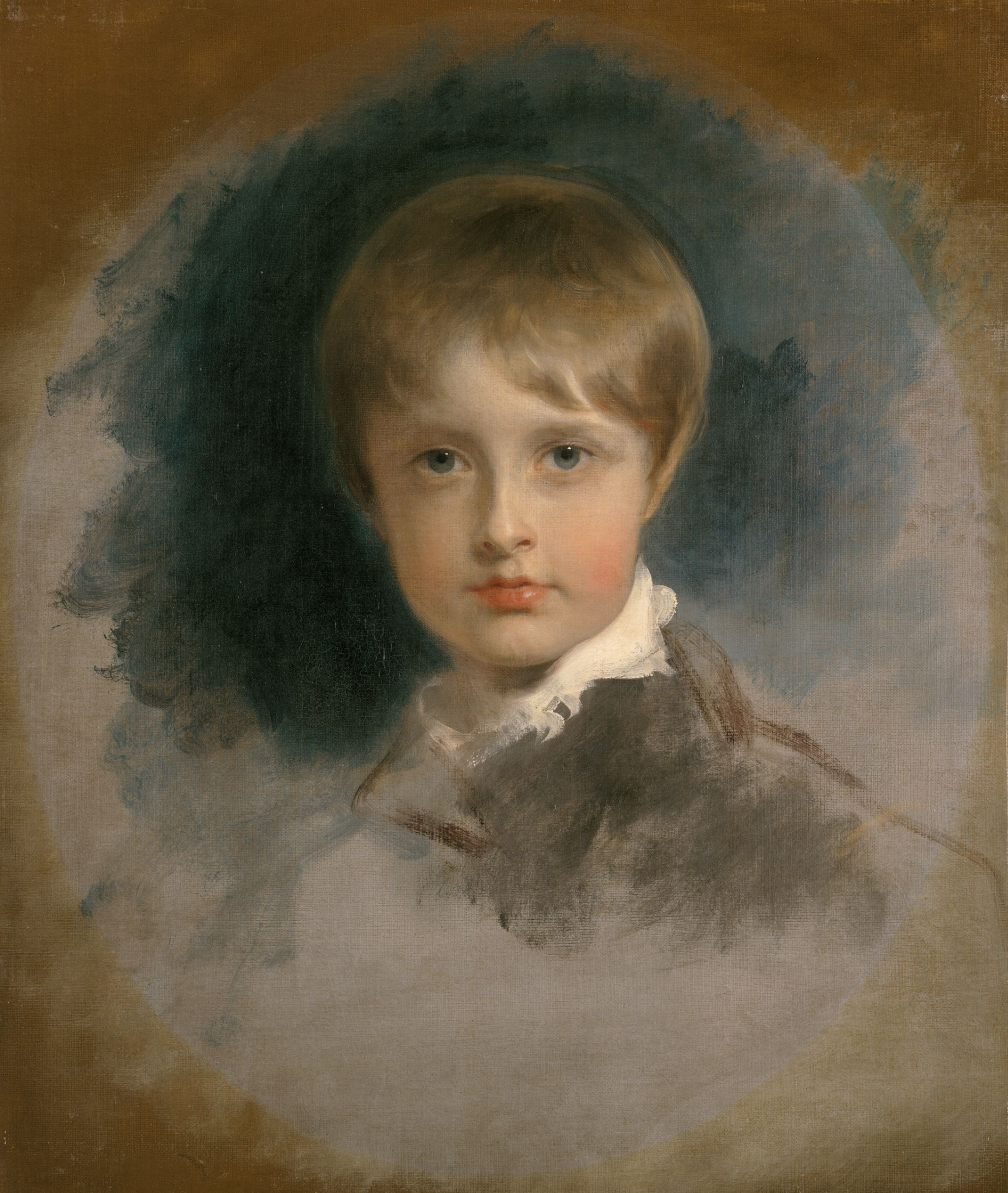
Chân dung Napoleon II của Thomas Lawrence. Được vẽ vào năm 1819 khi ông sống ở Viên.

Vào mùa hè năm 1814, Hoàng đế Franz đã cử Bá tước Adam Albert von Neipperg đi cùng Marie Louise đến thị trấn nghỉ dưỡng Aix-les-Bains để ngăn bà gia tái ngộ với Napoleon ở Elba. Neipperg là bạn tâm giao của Metternich và là kẻ thù của Napoleon. Marie Louise đã yêu Neipperg. Họ trở thành người yêu. Ông trở thành thị thần của bà và là người bảo vệ cho bà tại Đại hội Viên. Tin tức về mối quan hệ này không được công chúng Pháp và Áo đón nhận nồng nhiệt.
Khi Napoleon trốn thoát khỏi Elba vào tháng 3 năm 1815 và tái lập quyền cai trị của mình, phe Đồng minh một lần nữa tuyên chiến. Marie Louise được mẹ kế yêu cầu tham gia vào các cuộc diễu hành để cầu nguyện cho sự thành công của quân đội Áo nhưng đã từ chối lời mời xúc phạm này. Bà đã chuyển một thông điệp tới thư ký riêng của Napoleon, Claude-François de Méneval, người sắp trở về Pháp: "Tôi hy vọng ông ấy sẽ hiểu được hoàn cảnh khốn khổ của tôi ... Tôi sẽ không bao giờ đồng ý ly hôn, nhưng tôi tự mãn rằng ông ấy sẽ không phản đối một cuộc chia tay thân thiện, và rằng ông ấy sẽ không có bất kỳ ác cảm nào với tôi ... Cuộc chia tay này đã trở nên cấp thiết; nó sẽ không ảnh hưởng đến tình cảm kính trọng và biết ơn mà tôi dành cho ông ấy". Napoleon đã bị đánh bại lần cuối cùng trong Trận Waterloo và bị lưu đày đến Saint Helena từ tháng 10 năm 1815. Napoleon không còn cố gắng liên lạc với bà nữa.
Đại hội Viên công nhận Marie Louise là người cai trị Parma, Piacenza và Guastalla, nhưng ngăn cản bà đưa con trai mình đến Ý và trở thành người kế vị. Đại hội đã phong bà làm Nữ công tước xứ Parma suốt đời, vì quân Đồng minh không muốn hậu duệ của Napoleon có quyền thừa kế đối với Parma. Sau khi bà qua đời, công quốc sẽ trở lại với Vương tộc Bourbon-Parma.

## Nữ công tước xứ Parma

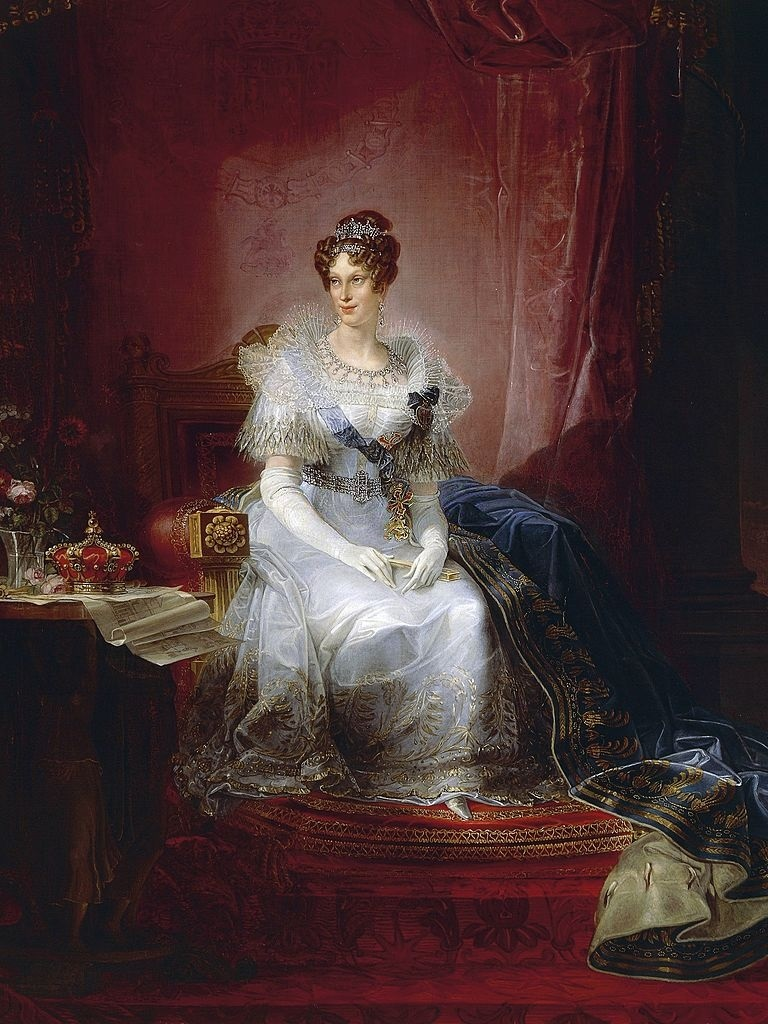
Chân dung năm 1839

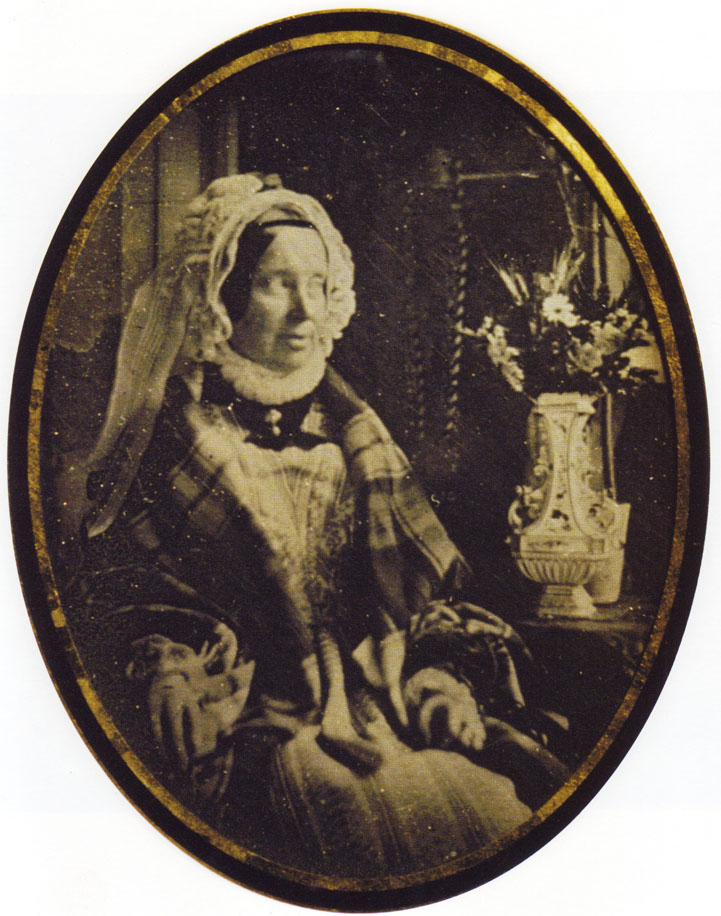
Daguerreotype của Marie Louise, 1847

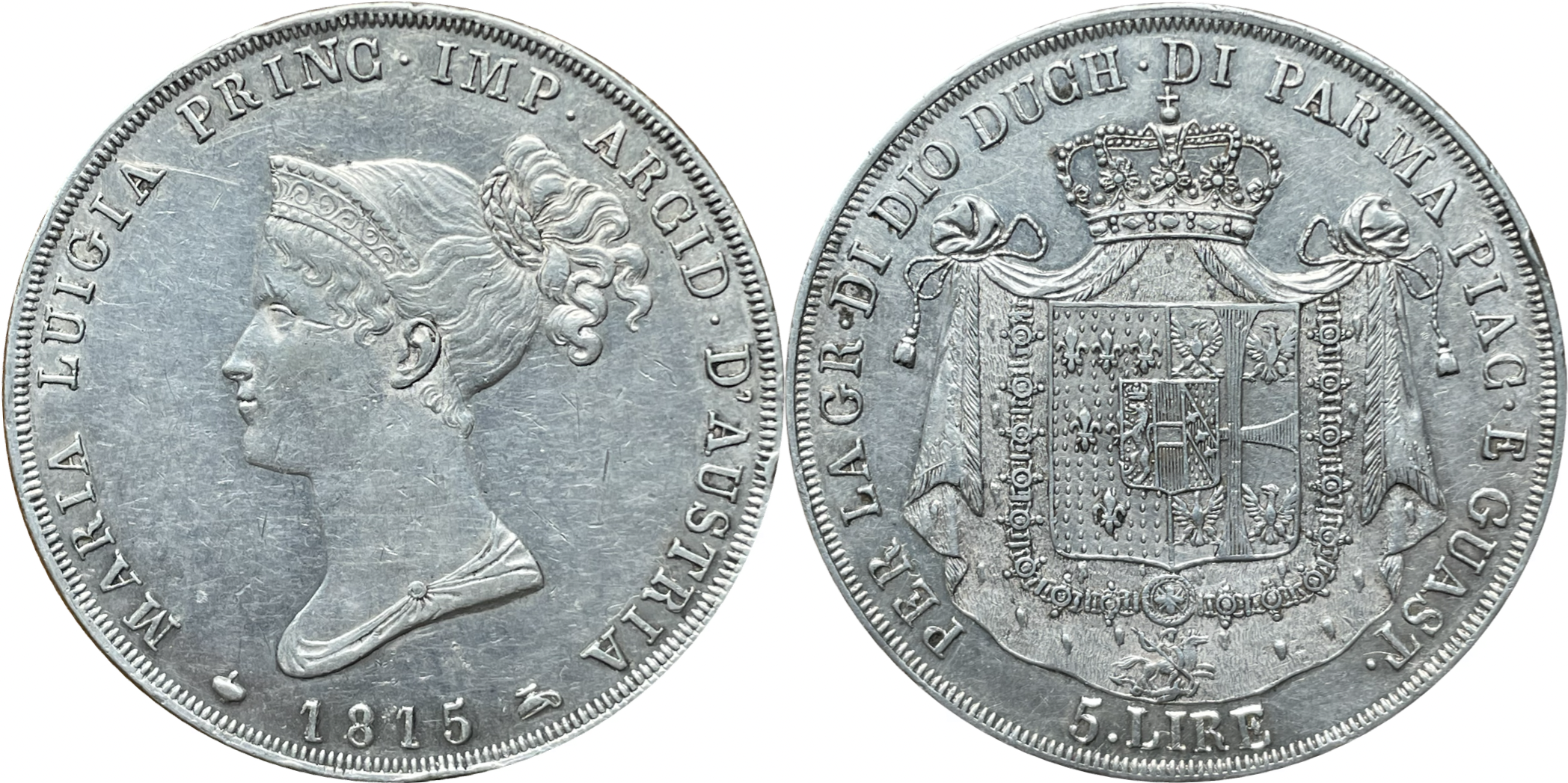
Xu bạc: 5 lire Công quốc Parma, mặt trước là chân dung của Marie Louise

Marie Louise khởi hành đến Parma vào ngày 7 tháng 3 năm 1816, cùng với Neipperg. Bà đến công quốc vào ngày 18 tháng 4. Bà viết thư cho cha mình: "Mọi người chào đón con nồng nhiệt đến nỗi con đã rơi nước mắt". Bà chủ yếu để Neipperg điều hành các công việc hàng ngày, người đã nhận được chỉ thị từ Hoàng thân Metternich. Vào tháng 12 năm 1816, Marie Louise đã bãi nhiệm Đại quản gia đương nhiệm (thủ tướng) và bổ nhiệm Neipperg vào vị trí này.
Bà và Neipperg có 3 người con:
- Albertine, Nữ bá tước xứ Montenuovo (1817–1867), kết hôn với Luigi Sanvitale, Bá tước xứ Fontanellato

- Wilhelm Albrecht xứ Montenuovo, sau này được phong làm Thân vương xứ Montenuovo (1819–1895), kết hôn với Nữ bá tước Juliana Batthyány von Németújvár

- Mathilde, Nữ bá tước xứ Montenuovo (1822–khoảng năm 1823)

Napoleon mất ngày 5 tháng 5 năm 1821. Ngày 8 tháng 8, Marie Louise kết hôn với Neipperg theo nghi thức quý tiện kết hôn. Neipperg mất vì bệnh tim vào ngày 22 tháng 2 năm 1829, khiến Marie Louise đau buồn. Bà bị Hoàng gia Áo cấm để tang ở nơi công cộng. Để thay thế Neipperg, Áo đã bổ nhiệm Josef von Werklein làm Đại quản gia.
Con trai của Marie Louise với Napoleon, khi đó được gọi là "Franz", được phong tước Công tước xứ Reichstadt vào năm 1818. Franz sống tại triều đình Áo, nơi ông được ông ngoại dành cho tình cảm rất lớn, nhưng liên tục bị các bộ trưởng và người theo chủ nghĩa dân tộc Áo phá hoại, những người đã cố gắng hết sức để gạt ông sang một bên để trở thành một người không liên quan. Người ta lo ngại rằng ông có thể bị đưa lén sang Pháp để giành lại ngai vàng, vì ông có thể dễ dàng cải trang thành con gái. Franz ngày càng oán giận những người họ hàng người Áo và mẹ mình vì họ không hỗ trợ, và bắt đầu tự nhận mình là Napoleon II và vây quanh mình bằng những cận thần người Pháp. Mối quan hệ với mẹ ông tan vỡ khi ông biết rằng mẹ mình đã sinh hai đứa con ngoài giá thú với Neipperg trước khi họ kết hôn; điều này xảy ra đến mức ông đã từng nhận xét "Nếu Josephine là mẹ tôi, cha tôi đã không được chôn cất tại Saint Helena, và tôi cũng không nên ở Viên. Mẹ tôi tốt bụng nhưng yếu đuối; bà không phải là người vợ mà cha tôi xứng đáng; Josephine mới là người như vậy". Tuy nhiên, trước khi bất cứ điều gì có thể xảy ra với Napoleon II, ông đã qua đời ở tuổi 21 tại Viên vào năm 1832, sau khi mắc bệnh lao.
Năm 1831 chứng kiến sự bùng nổ của các cuộc nổi dậy do Carbonari lãnh đạo ở Ý. Tại Parma, những người biểu tình tụ tập trên đường phố để lên án Grand Chamberlain Werklein. Marie Louise không biết phải làm gì và muốn rời khỏi thành phố, nhưng bị những người biểu tình ngăn cản, họ coi bà là người sẽ lắng nghe yêu cầu của họ. Bà đã xoay xở để rời khỏi Parma trong khoảng thời gian từ ngày 14 đến ngày 15 tháng 2, và những người nổi loạn đã thành lập một chính phủ lâm thời, do Bá tước Filippo Luigi Linati lãnh đạo. Tại Piacenza, bà viết thư cho cha mình, yêu cầu ông thay thế Werklein. Franz đã gửi quân đội Áo đến Parma, đàn áp cuộc nổi loạn. Để tránh thêm hỗn loạn, Marie Louise đã ân xá cho những người bất đồng chính kiến vào ngày 29 tháng 9.
Để thay thế Werklein, vào năm 1833, Metternich đã cử Charles-René de Bombelles, một nhà quý tộc người Pháp di cư đã phục vụ trong quân đội Áo chống lại Napoleon. Bombelles là một Đại quản gia xuất sắc, người đã cải cách toàn diện tài chính của công quốc. Ông cũng đã phát triển một mối quan hệ cá nhân thân thiết với Marie Louise. Sáu tháng sau khi ông đến, vào ngày 17 tháng 2 năm 1834, bà đã kết hôn với ông, một lần nữa theo hình thức quý tiện kết hôn.

## Qua đời
Marie Louise bị bệnh vào ngày 9 tháng 12 năm 1847. Tình trạng của bà trở nên tồi tệ hơn trong vài ngày tiếp theo. Vào ngày 17 tháng 12, bà ngất đi sau khi nôn mửa và không bao giờ tỉnh lại nữa. Bà qua đời vào buổi tối. Nguyên nhân cái chết được xác định là viêm màng phổi.
Thi thể của bà được chuyển trở lại Viên và chôn cất tại Hầm mộ Hoàng gia.

## Huy hiệu
| Hoàng hậu Marie Louise | Monogram của Marie Louise | Nữ công tước xứ Parma |

Cánh tay của bà với tư cách là Nữ công tước xứ Parma được sử dụng làm logo của công ty nước hoa Acqua di Parma. Điều này nhằm tôn vinh vai trò của bà trong việc giúp phát triển ngành công nghiệp nước hoa và thủy tinh của Parma.

## Tổ tiên
| \| \| \| \| \| \| \| \| \| \| \| 8. Franz I của Thánh chế La Mã[99] \| \| \| \| \| \| \| \| \| \| \| \| \| \| \| \| \| \| \| \| \| \| \| \| \| \| \| \| \| \| \| \| \| \| \| \| \| \| \| \| \| \| \| \| \| \| \| \| \| \| \| 4. Leopold II của Thánh chế La Mã[100] \| \| \| \| \| \| \| \| \| \| \| \| \| \| \| \| \| \| \| \| \| \| \| \| \| \| \| \| \| \| \| \| \| \| \| \| \| \| \| \| \| \| \| \| \| \| \| \| \| \| \| \| \| \| \| \| \| \| \| \| 9. Maria Theresia của Áo[99] (= 15) \| \| \| \| \| \| \| \| \| \| \| \| \| \| \| \| \| \| \| \| \| \| \| \| \| \| \| \| \| \| \| \| \| \| \| \| \| \| \| \| \| \| \| \| \| \| \| \| \| \| \| \| \| \| \| \| \| \| \| \| 2. Franz II của Thánh chế La Mã \| \| \| \| \| \| \| \| \| \| \| \| \| \| \| \| \| \| \| \| \| \| \| \| \| \| \| \| \| \| \| \| \| \| \| \| \| \| \| \| \| \| \| \| \| \| \| \| \| \| \| \| \| \| \| \| \| \| \| \| 10. Carlos III của Tây Ban Nha[101] (= 12) \| \| \| \| \| \| \| \| \| \| \| \| \| \| \| \| \| \| \| \| \| \| \| \| \| \| \| \| \| \| \| \| \| \| \| \| \| \| \| \| \| \| \| \| \| \| \| \| \| \| \| \| \| \| \| \| \| \| \| \| 5. María Luisa của Tây Ban Nha[100] \| \| \| \| \| \| \| \| \| \| \| \| \| \| \| \| \| \| \| \| \| \| \| \| \| \| \| \| \| \| \| \| \| \| \| \| \| \| \| \| \| \| \| \| \| \| \| \| \| \| \| \| \| \| \| \| \| \| \| \| 11. Maria Amalia xứ Sachsen[101] (= 13) \| \| \| \| \| \| \| \| \| \| \| \| \| \| \| \| \| \| \| \| \| \| \| \| \| \| \| \| \| \| \| \| \| \| \| \| \| \| \| \| \| \| \| \| \| \| \| \| \| \| \| \| \| \| \| \| \| \| \| \| 1. Maria Ludovica của Áo \| \| \| \| \| \| \| \| \| \| \| \| \| \| \| \| \| \| \| \| \| \| \| \| \| \| \| \| \| \| \| \| \| \| \| \| \| \| \| \| \| \| \| \| \| \| \| \| \| \| \| \| \| \| \| \| \| \| \| \| 12. Carlos III của Tây Ban Nha[102] (= 10) \| \| \| \| \| \| \| \| \| \| \| \| \| \| \| \| \| \| \| \| \| \| \| \| \| \| \| \| \| \| \| \| \| \| \| \| \| \| \| \| \| \| \| \| \| \| \| \| \| \| \| \| \| \| \| \| \| \| \| \| 6. Ferdinando I của Hai Sicilia[103] \| \| \| \| \| \| \| \| \| \| \| \| \| \| \| \| \| \| \| \| \| \| \| \| \| \| \| \| \| \| \| \| \| \| \| \| \| \| \| \| \| \| \| \| \| \| \| \| \| \| \| \| \| \| \| \| \| \| \| \| 13. Maria Amalia xứ Sachsen[102] (= 11) \| \| \| \| \| \| \| \| \| \| \| \| \| \| \| \| \| \| \| \| \| \| \| \| \| \| \| \| \| \| \| \| \| \| \| \| \| \| \| \| \| \| \| \| \| \| \| \| \| \| \| \| \| \| \| \| \| \| \| \| 3. Maria Teresa của Napoli và Sicilia \| \| \| \| \| \| \| \| \| \| \| \| \| \| \| \| \| \| \| \| \| \| \| \| \| \| \| \| \| \| \| \| \| \| \| \| \| \| \| \| \| \| \| \| \| \| \| \| \| \| \| \| \| \| \| \| \| \| \| \| 14. Franz I của Thánh chế La Mã[99] (= 8) \| \| \| \| \| \| \| \| \| \| \| \| \| \| \| \| \| \| \| \| \| \| \| \| \| \| \| \| \| \| \| \| \| \| \| \| \| \| \| \| \| \| \| \| \| \| \| \| \| \| \| \| \| \| \| \| \| \| \| \| 7. Maria Karolina của Áo[103] \| \| \| \| \| \| \| \| \| \| \| \| \| \| \| \| \| \| \| \| \| \| \| \| \| \| \| \| \| \| \| \| \| \| \| \| \| \| \| \| \| \| \| \| \| \| \| \| \| \| \| \| \| \| \| \| \| \| \| \| 15. Maria Theresia của Áo[99] (= 9) \| \| \| \| \| \| \| \| \| \| \| \| \| \| \| \| \| \| \| \| \| \| \| \| \| \| \| \| \| \| \| \| \| \| \| \| \| \| \| \| \| \| \| |                                       |  |  |  |  |  |  |  |  |                                |  |  |  |
| |                                       |  |  |  |  |  |  |  |  | 8. Franz I của Thánh chế La Mã |  |  |  |
| |                                       |  |  |  |  |  |  |  |  |                                |  |  |  |
| |                                       |  |  |  |  |  |  |  |  |                                |  |  |  |
| |                                       |  |  |  |  |  |  |  |  |                                |  |  |  |
| | 4. Leopold II của Thánh chế La Mã     |  |  |  |  |  |  |  |  |                                |  |  |  |
| |                                       |  |  |  |  |  |  |  |  |                                |  |  |  |
| |                                       |  |  |  |  |  |  |  |  |                                |  |  |  |
| |                                       |  |  |  |  |  |  |  |  |                                |  |  |  |
| | 9. Maria Theresia của Áo (= 15)       |  |  |  |  |  |  |  |  |                                |  |  |  |
| |                                       |  |  |  |  |  |  |  |  |                                |  |  |  |
| |                                       |  |  |  |  |  |  |  |  |                                |  |  |  |
| |                                       |  |  |  |  |  |  |  |  |                                |  |  |  |
| | 2. Franz II của Thánh chế La Mã       |  |  |  |  |  |  |  |  |                                |  |  |  |
| |                                       |  |  |  |  |  |  |  |  |                                |  |  |  |
| |                                       |  |  |  |  |  |  |  |  |                                |  |  |  |
| |                                       |  |  |  |  |  |  |  |  |                                |  |  |  |
| | 10. Carlos III của Tây Ban Nha (= 12) |  |  |  |  |  |  |  |  |                                |  |  |  |
| |                                       |  |  |  |  |  |  |  |  |                                |  |  |  |
| |                                       |  |  |  |  |  |  |  |  |                                |  |  |  |
| |                                       |  |  |  |  |  |  |  |  |                                |  |  |  |
| | 5. María Luisa của Tây Ban Nha        |  |  |  |  |  |  |  |  |                                |  |  |  |
| |                                       |  |  |  |  |  |  |  |  |                                |  |  |  |
| |                                       |  |  |  |  |  |  |  |  |                                |  |  |  |
| |                                       |  |  |  |  |  |  |  |  |                                |  |  |  |
| | 11. Maria Amalia xứ Sachsen (= 13)    |  |  |  |  |  |  |  |  |                                |  |  |  |
| |                                       |  |  |  |  |  |  |  |  |                                |  |  |  |
| |                                       |  |  |  |  |  |  |  |  |                                |  |  |  |
| |                                       |  |  |  |  |  |  |  |  |                                |  |  |  |
| | 1. Maria Ludovica của Áo              |  |  |  |  |  |  |  |  |                                |  |  |  |
| |                                       |  |  |  |  |  |  |  |  |                                |  |  |  |
| |                                       |  |  |  |  |  |  |  |  |                                |  |  |  |
| |                                       |  |  |  |  |  |  |  |  |                                |  |  |  |
| | 12. Carlos III của Tây Ban Nha (= 10) |  |  |  |  |  |  |  |  |                                |  |  |  |
| |                                       |  |  |  |  |  |  |  |  |                                |  |  |  |
| |                                       |  |  |  |  |  |  |  |  |                                |  |  |  |
| |                                       |  |  |  |  |  |  |  |  |                                |  |  |  |
| | 6. Ferdinando I của Hai Sicilia       |  |  |  |  |  |  |  |  |                                |  |  |  |
| |                                       |  |  |  |  |  |  |  |  |                                |  |  |  |
| |                                       |  |  |  |  |  |  |  |  |                                |  |  |  |
| |                                       |  |  |  |  |  |  |  |  |                                |  |  |  |
| | 13. Maria Amalia xứ Sachsen (= 11)    |  |  |  |  |  |  |  |  |                                |  |  |  |
| |                                       |  |  |  |  |  |  |  |  |                                |  |  |  |
| |                                       |  |  |  |  |  |  |  |  |                                |  |  |  |
| |                                       |  |  |  |  |  |  |  |  |                                |  |  |  |
| | 3. Maria Teresa của Napoli và Sicilia |  |  |  |  |  |  |  |  |                                |  |  |  |
| |                                       |  |  |  |  |  |  |  |  |                                |  |  |  |
| |                                       |  |  |  |  |  |  |  |  |                                |  |  |  |
| |                                       |  |  |  |  |  |  |  |  |                                |  |  |  |
| | 14. Franz I của Thánh chế La Mã (= 8) |  |  |  |  |  |  |  |  |                                |  |  |  |
| |                                       |  |  |  |  |  |  |  |  |                                |  |  |  |
| |                                       |  |  |  |  |  |  |  |  |                                |  |  |  |
| |                                       |  |  |  |  |  |  |  |  |                                |  |  |  |
| | 7. Maria Karolina của Áo              |  |  |  |  |  |  |  |  |                                |  |  |  |
| |                                       |  |  |  |  |  |  |  |  |                                |  |  |  |
| |                                       |  |  |  |  |  |  |  |  |                                |  |  |  |
| |                                       |  |  |  |  |  |  |  |  |                                |  |  |  |
| | 15. Maria Theresia của Áo (= 9)       |  |  |  |  |  |  |  |  |                                |  |  |  |
| |                                       |  |  |  |  |  |  |  |  |                                |  |  |  |
| |                                       |  |  |  |  |  |  |  |  |                                |  |  |  |